# Eishockey-Nationalliga (Österreich) 1950/51
Die Saison 19450/51 war die dritte Saison der Nationalliga und die insgesamt 21. österreichischen Eishockey-Meisterschaft des ÖEHV. Meister wurde wie im Vorjahr die Wiener Eissportgemeinschaft, die die den SV Leoben im Finale schlug.

## Modus und Teilnehmer

### Modus
Die Nationalliga wurde wie im Vorjahr in zwei Gruppen mit nun fünf Mannschaften ausgetragen. Die beiden Gruppensieger spielten in Hin- und Rückspiel den österreichischen Meister aus. Die Letztplatzierten beider Gruppen steigen in die ihrem Standort entsprechende Liga ab.

### Teilnehmer
Die Nationalliga war um zwei Mannschaften aufgestockt worden. Dadurch waren alle vier Sieger der regionalen Gruppen der zweitklassigen Liga aufgestiegen. In der Gruppe A hatte sich Union-SC Salzburg zurückgezogen, dadurch verblieb der EK Kitzbühel in der Nationalliga. Ursprünglich war ein Aufstiegsturnier der vier Gruppensieger des Vorjahres geplant, das scheinbar jedoch nicht ausgespielt wurde und die Mannschaften direkt in die beiden Gruppen aufgeteilt wurden
| Gruppe A - Wiener Eissportgemeinschaft - Innsbrucker Eislaufverein - EK Kitzbühel - Union Hollabrunn (Aufsteiger) - WAT Ottakring (Aufsteiger) | Gruppe B - SV Leoben - Klagenfurter AC - Villacher SV - TSV Steyr (Aufsteiger) - Grazer SV |

## Hauptrunde

### Gruppe A
Der Innsbrucker EV musste sich nach drei Spielen zurückziehen, da die Spieler den für die Reisen nach Wien nötigen Urlaub oft nicht nehmen konnten. Nachholtermine waren auf Grund des milden Wetters aber nicht möglich.
| Pl. |                  | Sp | S | U | N | Tore  | Punkte |
| 1.  | Wiener EG        | 6  | 5 | 0 | 1 | 41:10 | 10:02  |
| 2.  | EK Kitzbühel     | 6  | 4 | 1 | 1 | 24:17 | 09:03  |
| 3.  | Union Hollabrunn | 6  | 1 | 1 | 4 | 16:31 | 03:09  |
| 4.  | WAT Ottakring    | 6  | 1 | 0 | 5 | 12:35 | 02:10  |

### Gruppe B
Auf Grund des milden Wetters wurden nur vier der geplanten 20 Spiele ausgetragen, Graz konnte kein einziges Spiel bestreiten. Leoben gewann dabei alle drei Spiele zu Hause und zog damit überraschend ins Finale ein.
| Pl. |              | Sp | S | U | N | Tore  | Punkte |
| 1.  | SV Leoben    | 3  | 3 | 0 | 0 | 21:12 | 6:0    |
| 2.  | Villacher SV | 2  | 1 | 0 | 1 | 17:11 | 2:2    |
| 3.  | EC KAC       | 2  | 0 | 0 | 2 | 07:13 | 0:4    |
| 4.  | TSV Steyr    | 1  | 0 | 0 | 1 | 03:12 | 0:2    |
| 5.  | Grazer SV    | 0  | 0 | 0 | 0 | 00:0  | 0:0    |

## Finale
Da in Leoben kein Eis zur Verfügung stand, wurden beide Spiele in Wien ausgetragen.
| 27. Februar 1951 20 Uhr | WEG Schneider 4 Jonak 4 Böhm 2 Wurmbrand 2 Lenz Penitz 3 | 16:3 (3:0, 8:0, 5:3) | SV Leoben Holzer 2 Seidler | WEV-Platz, Wien |

| 28. Februar 1950 | Wiener EG | 4:5 (1:0, 3:2, 0:3) | SV Leoben | WEV-Platz, Wien |

### Meisterkader
| Österreichischer Meister Wiener Eissportgemeinschaft | Tesar, Weber – Wurm, Lenz; Penitz, Proksch – Johann Schneider, Adolf Hafner, Albert Böhm, Kurt Kurz, Jonak, Gresak; Dürrmeyer, Hosticky   |
| Vizemeister SV Leoben                                | Weghof, Oberbichler – Becker, Stellnetz; Roth, Pitschnig; Kopetzký – R. Holzer, M. Holzer, Julius Juhn; Seidler, Föderal, Förster; Kofler |